# Хаппосю
Хаппо́сю (яп. 発泡酒 Хаппо:сю,  букв. «пенистое саке») — категория пива с низким содержанием солода в Японии. Довольно популярно по причине низкой цены (как правило банка на 350 мл хаппосю дешевле пива на 30-40 иен), так как налог на алкогольные напитки в Японии прямо зависит от содержания солода в них. Кроме того часто помечают как хаппосю пивоподобные алкогольные напитки, например алкопопы, также содержащие в своём составе солод.

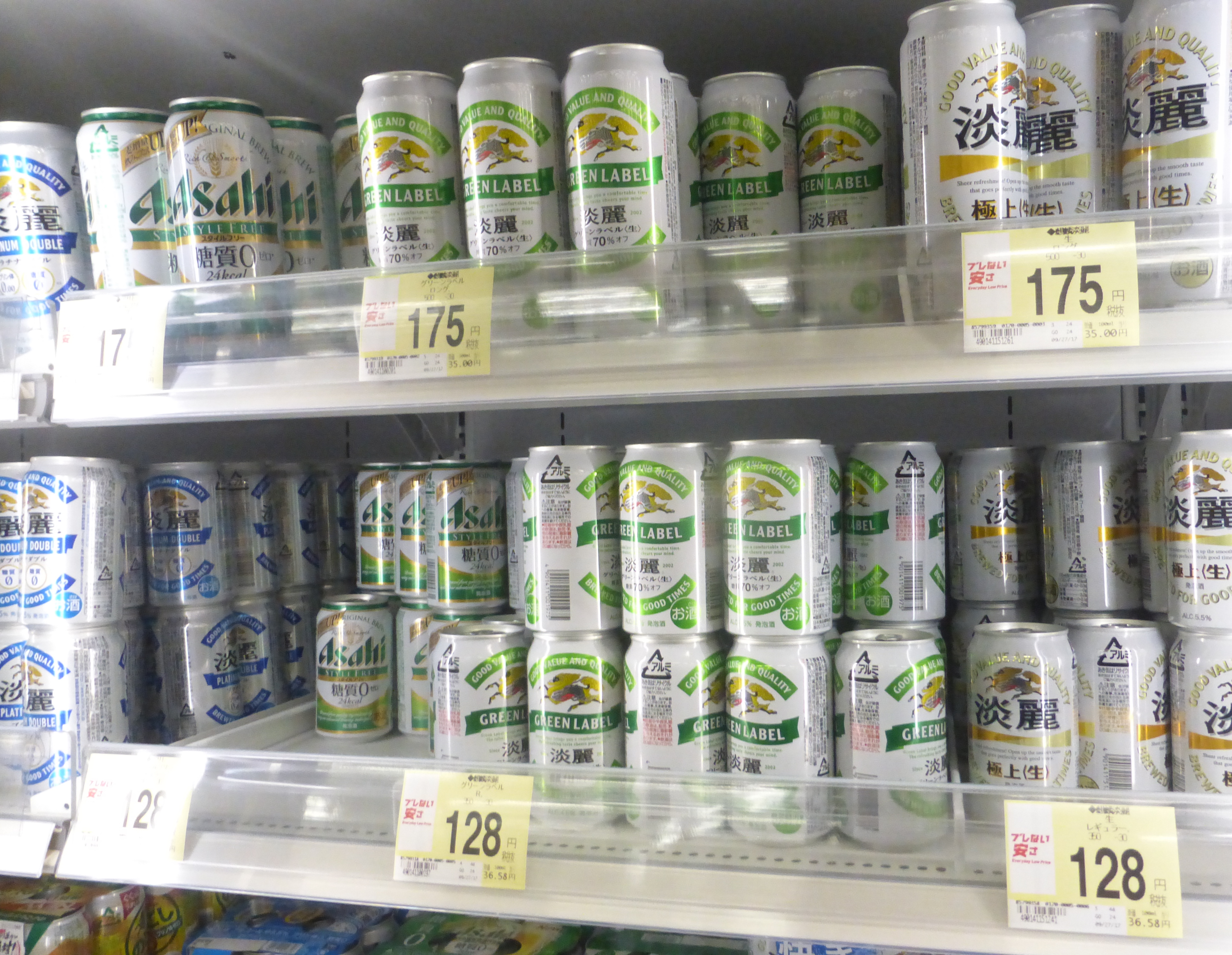
Хаппосю в японском магазине

Японская налоговая система разделяет солодосодержащие алкогольные напитки на четыре группы с следующим содержанием солода: более 66,7 %, от 50 % до 66,7 %, от 25 % до 50 % и менее 25 % (под содержанием солода подразумевается массовая доля солода в ингредиентах, участвующих в брожении). В 1994 японская пивоваренная компания Suntory представила пиво Hop’s Draft с содержанием солода 65 %, таким образом впервые выпустив низкосолодовое пиво, подпадающее под льготное налогообложение.
Учитывая возрастающую популярность низкосолодового пива, японское правительство в 1996 году повысило налог на категорию напитков с содержанием солода от 50 % до 67 % до уровня пива. Пивовары отреагировали на это уменьшением содержания солода в пиве, таким образом, сегодня в хаппосю содержится менее 25 % солода. В последние годы появляется всё больше марок хаппосю различных компаний, многие из них позиционируются как полезные продукты с низким содержанием углеводов и пуринов.
Обычно в качестве заменителя солода используют кукурузу, сою, горох и другие продукты, кроме того практикуется использование несолодового ячменя.
Хаппосю часто называют «пивом второго сорта» (яп. 第二のビール дай-ни но би:ру). По оценкам хаппосю занимает примерно 20 % рынка пива. Также большой популярностью пользуется так называемое «пиво третьего сорта» (яп. 第三のビール дай-сан но би:ру) или иначе говоря «напиток с пивным вкусом», которое изготовляется без применения солода, а пивной вкус достигается за счёт применения разнообразных вкусовых добавок — таким образом данный напиток стоит ещё дешевле хаппосю, занимая примерно 30 % этого рынка, в то время как продажи обычного пива снизились до 50 % (по состоянию на 2009).